# یاسین مریاح
یاسین مریاح (انگلیسی: Yassine Meriah؛ زادهٔ ۲ ژوئیهٔ ۱۹۹۳) بازیکن فوتبال اهل تونس است.
از باشگاه‌هایی که در آن بازی کرده‌است می‌توان به باشگاه فوتبال اسپرانس تونس اشاره کرد.